# 臺南市立安平水產專修學校
23°00′12″N 120°09′28″E / 23.003343°N 120.157777°E
臺南市立安平水產專修學校為台灣日治時期位於臺南市安平的水產類實業補習學校，設立於1930年，在1939即停辦。

## 介紹
在1920年代，安平地區的臺人代表即陳請當局設立水產補習學校，以培養地方水產人才。安平水產專修學校於1930年5月1日創辦，地址為台南市安平999-1番地，招收小學校和公學校畢業生，修業3年，分為漁撈、 養殖、製造三科；第一年招收了30名學生。安平水產專修學校的土地原為舊安平稅關，其在二戰後1949年改建為履鋒東村眷村，於2009年拆除。

## 校長
- 第一任：島津憲房
- 第二任：山口榮三郎
- 第三任：坂入七郎[2]